# Hans Stanek (Politiker)
Johann „Hans“ Stanek (* 17. Mai 1900 in Turn, Böhmen; † 4. Juni 1982 in Brixen) war ein Südtiroler Politiker.

## Biographie
Stanek entstammte einer deutschböhmischen Familie. 1923 schloss er sein Studium der Rechtswissenschaften an der Universität Innsbruck mit der Promotion ab, 1925 erlangte er an der Universität Camerino mit der laurea in legge den äquivalenten italienischen Studienabschluss. In der Folge arbeitete er als Rechtsanwalt im faschistischen Italien. Nachdem 1943 die nationalsozialistischen Besatzungstruppen Südtirol der Operationszone Alpenvorland zugeschlagen hatten, wurde Stanek zum kommissarischen Bürgermeister Brixens bestellt; dieses Amt übte er bis 1945 aus. Gleich am Beginn seiner Amtszeit ergriff Stanek am 20. September 1943 antijüdische Verwaltungsmaßnahmen, indem er an Wolfgang Seifert, den Kreisleiter der Arbeitsgemeinschaft der Optanten für Deutschland, ein Verzeichnis jüdischer Personen, vermutlich zur Weitergabe an die Gestapo, übermittelte. Im März 1944 berichtete er der Bozner Finanzintendanz, dass es in Brixen nunmehr keine Juden mehr gebe. Er setzte in der katholischen Bischofsstadt ebenso die kirchenfeindliche Politik des Gauleiters Franz Hofer um, die in der Abnahme von Kreuzen in öffentlichen Gebäuden kulminierte. Nach Ende des Zweiten Weltkriegs wurde er von den Alliierten verhaftet und für fünf Monate in einem Gefangenenlager in Terni interniert.
Nach seiner Heimkehr begann sich Stanek in den Reihen der Südtiroler Volkspartei zu engagieren, in der er von 1957 bis 1965 als Landessekretär diente. Von 1956 bis 1960 vertrat er die SVP im Brixner Gemeinde- und Stadtrat. Von 1960 bis 1964 war er Abgeordneter im Regionalrat Trentino-Südtirol und damit gleichzeitig im Südtiroler Landtag. Einen großen Teil der Legislaturperiode verbrachte Stanek jedoch in Haft, er war nach der Feuernacht 1961 von den italienischen Behörden wegen vermuteter Kontakte zum Befreiungsausschuss Südtirol festgenommen worden. Im Vorfeld der Parlamentswahlen 1963 wurde innerhalb der SVP erwogen, Stanek im Senatswahlkreis Brixen zur Wahl zu stellen, um ihm politische Immunität zu verschaffen; der Plan wurde jedoch unter anderem aufgrund massiver Anfeindungen von Seiten des Klerus, der das Agieren Staneks als kommissarischer Bürgermeister nicht vergessen hatte, verworfen. Erst 1964 wurde Stanek aus Mangel an Beweisen freigesprochen und – gesundheitlich angeschlagen – in die Freiheit entlassen.